# Вірменська культурна спадщина в Криму

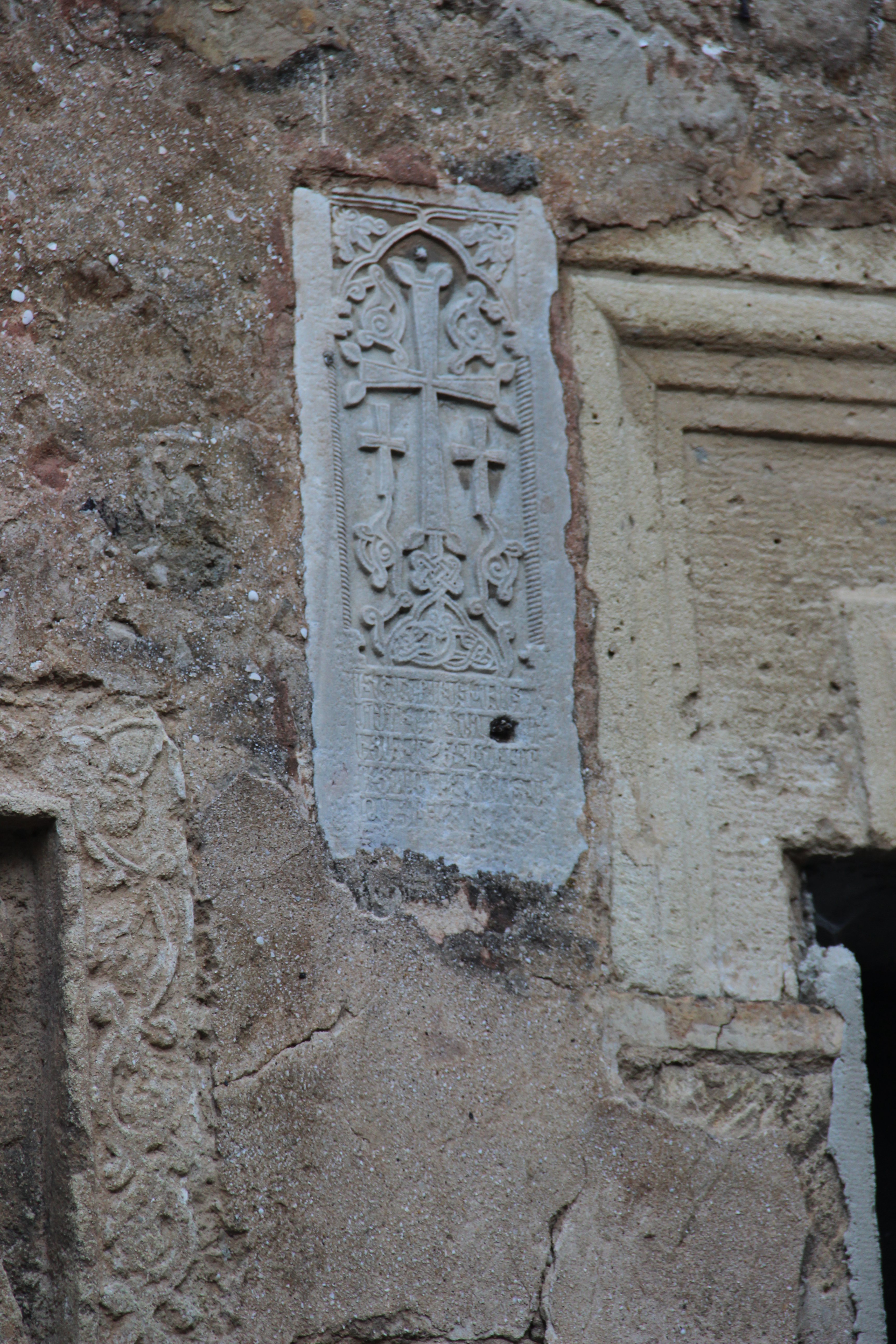
Хачкар на фронтоні церкви Сурб Саркіс (Св. Сергія), Феодосія

Вірменська культурна спадщина в Криму представлено здебільшого релігійними середньовічними спорудами. У зв'язку з переселенням більшої частини кримських вірмен на Нижній Дон, ці культові споруди були масово закинуті після 1778 року. Однак зростання інтересу археологів до даної теми значно збільшило кількість знахідок і суттєво розширило географію пошуку середньовічних вірменських пам'яток вже на початку XXI століття. У Криму жив і творив відомий художник вірменського походження Іван Айвазовський.

## Церкви та монастирі
Вірмени — переважно прихильники Вірменської апостольської церкви та Вірменської католицької церкви.
- Вірменська апостольська церква — одна з найдавніших християнських церков, що має низку істотних особливостей в догматиці і обряді, які відрізняють її як від візантійського православ'я, так і від римського католицизму. Належить до групи давньосхідних церков[ru]. Є найдавнішою державною церквою в світі[2]. У богослужінні використовує вірменський обряд.
- Вірменська католицька церква — одна зі східнокатолицьких церков. Один з шести східнокатолицьких патріархатів. На думку її прихильників церква виникла 1198 року в Кілікійської Вірменії внаслідок утворення унії, укладеної між римокатолицькою та вірменською апостольськими церквами. У богослужінні також використовує вірменський обряд.

У Криму вірменські церкви діють у Ялті, Феодосії та Євпаторії. Найвідомішим монастирем є Сурб-Хач (XIV століття).

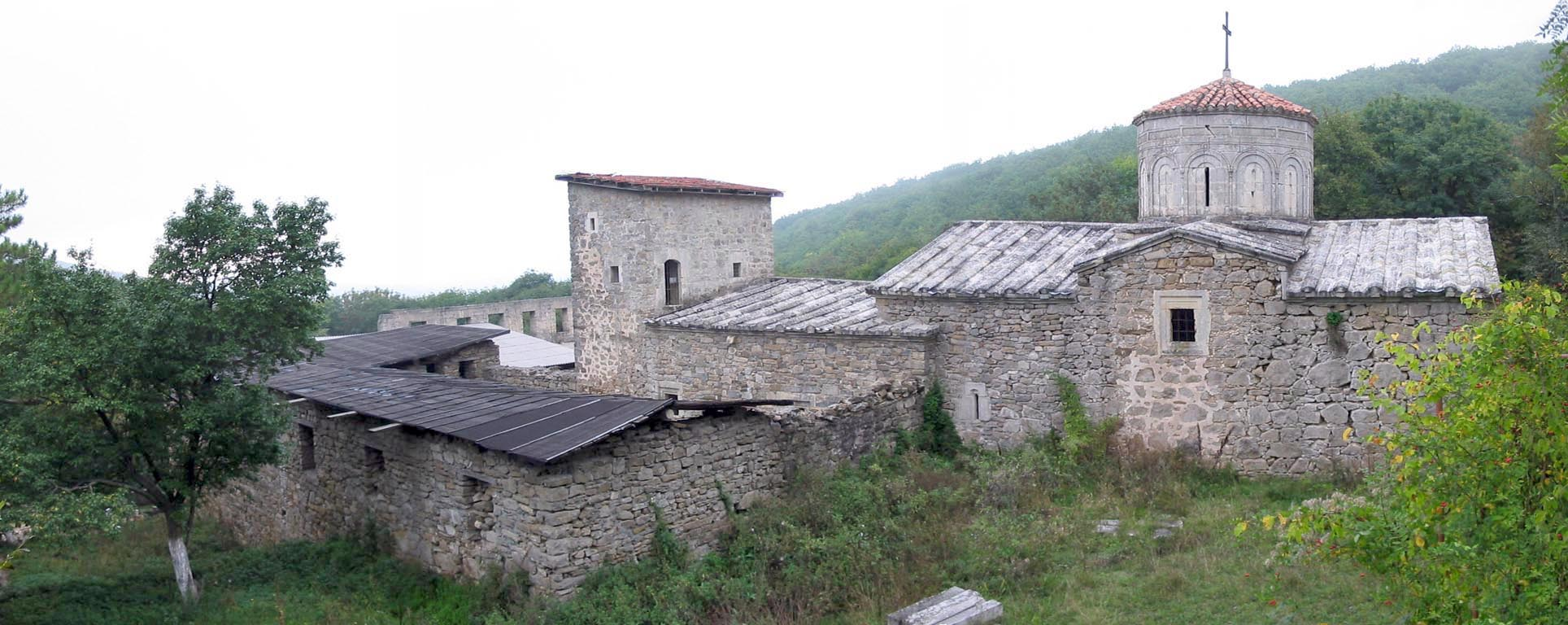
Монастир Сурб Хач

З початку XIV століття вірменські поселенці розгортають у Криму активну будівельну діяльність. Згідно з пам'ятним записом одного вірменського рукопису про Криму початку XIV століття, вже в той час існував поблизу Кафи вірменський монастир Гамчак, при якому було побудовано купольну церкву. В Кафі були вірменські школи, десятки церков, банки, торгові доми, караван-сараї, ремісничі цехи тощо. Місто було одним із духовних центрів кримських вірмен, настільки відомим і важливим, що 1438 року кафським вірменам було запропоновано послати своїх представників на Флорентійський вселенський собор. Другим за чисельністю вірменського населення містом після Кафи в XIV—XV століттях був Сурхат. Ім'я Сурхат, ймовірно, є спотвореною формою назви вірменського монастиря Сурб-Хач (Святий Хрест), заснованого 1358 року в лісі недалеко від міста Старий Крим. Там було багато вірменських церков, шкіл, кварталів. Одне з великих вірменських поселень ХІІ—XV століть було розташоване в Судаку. До останньої чверті XV століття поблизу монастиря Сурб-Хач існувало невелике вірменське місто Казарат. Вірменські князі тримали там війська і на договірних засадах захищали Кафу.
Суспільне життя кримських вірмен особливо пожвавилося в кінці XIX і на початку XX століття. В числі багатьох громадських організацій особливо помітна діяльність церковних попечительств, що існували майже в усіх вірменських поселеннях Криму. Заможні вірмени і церква намагалися «підняти» націю на рівень сучасної цивілізації, а також здійснювали благодійні заходи. Джерелом грошових і матеріальних коштів попечительств були субсидії церкви, заповіти, приношення.
В житті таврійських вірмен (як втім і інших вірменських колоній) діяльність церкви в силу низки умов набувала певної специфічної особливості. Перед ватажками вірменських громад відкривалися широкі можливості, крім виконання суто духовних обов'язків, втручатися в життя парафіян. Тому її діяльність у колоніях певною мірою набула світського характеру. Від 1812 року в Криму з'явилася посада намісника католікоса всіх вірмен. Вірменські церкви в Криму належали до Нахічевано-Бессарабської вірмено-григоріанської єпархії. 1842 року намісник католікоса в Криму поступився місцем головному попечителю кримських вірменських церков.
За повідомленням «Географічно-статистичного словника Російської Імперії» на 1865 рік, на березі Двоякірної бухти знаходилися залишки давньої вірменської церкви з вірменськими письменами біля вівтаря. Згідно йому ж на східному схилі гори Кара-Даг знаходилися руїни давньої вірменської церкви, на території якої була велика кількість каменів з вірменськими написами

## Світська архітектура
- Халібовське вірменське училище

## Персоналії
- Айвазовський Іван Костянтинович
- Айвазовський Гаврило Костянтинович